# Hymenophyllum multifidum
Hymenophyllum multifidum là một loài dương xỉ trong họ Hymenophyllaceae. Loài này được G. Forst. Sw. mô tả khoa học đầu tiên năm 1801.